# アドニス (カクテル)
アドニス（英語: Adonis）とは、シェリーをベースとするカクテルであり、ショートドリンクに分類される。レシピが完成をみたのは1900年初頭とされる。

## 概要
ドライ・シェリーの風味とスイート・ベルモットのバランスが秀逸であり、「不朽の名作」と称される。
ギリシア神話登場する美少年アドーニスの名前に由来するカクテルと説明されることも多いが、ニューヨークのブロードウェイで1884年9月9日より公演されたミュージカル（バーレスク）『アドニス』の人気にあやかって考案されたのが本カクテルである。ミュージカル『アドニス』は1893年までのロングラン公演となり、公演回数は603回である。

## レシピの例
以下にレシピの例を示す。
材料
- ドライ・シェリー ： スイート・ベルモット ＝ 2：1
  - ドライ・シェリーとスイート・ベルモットを等量にするレシピも知られている。

- オレンジ・ビターズ ＝ 1dash

作り方
ドライ・シェリー、スイート・ベルモット、オレンジ・ビターズ、氷をミキシンググラスに入れステアし、カクテル・グラスに注ぐ。
香り付けにオレンジの果皮から香油を飛ばしかけることもある。

## 備考
- 香り付けのオレンジの果皮から香油を飛ばしかけることと、オレンジ・ビターズは省略することもある。
- ドライ・シェリーとドライ・ベルモットとを半々にするとしている本もある[7]。